# Agrostis font-queri
Agrostis font-queri é uma espécie de gramínea do gênero Agrostis, pertencente à família Poaceae.